# Neunkirchen (Renânia do Norte-Vestfália)
Neunkirchen é um município da Alemanha localizado no distrito de Siegen-Wittgenstein, região administrativa de Arnsberg, estado de Renânia do Norte-Vestfália.